# Okaasan
Okaasan (おかあさん, lit. Mãe) é um filme de drama japonês de 1952 dirigido por Mikio Naruse, com Kinuyo Tanaka estrelando no papel-título. O roteiro de Yūko Mizuki é baseado em uma redação vencedora de uma competição escolar.

## Sinopse
Sob a perspectiva de Toshiko, a segunda filha de três filhos da família Fukuhara, o filme retrata as lutas de sua mãe Masako durante os anos do pós-guerra. Primeiro, Masako perde o filho que adoeceu por trabalhar em uma loja de tecidos de veludo, depois seu marido Ryosaku, que arruinou sua saúde por trabalhar exaustivamente durante a guerra. Kimura, amigo de Ryosaku, entra na lavanderia da família, mostrando a Masako como lidar com o negócio, observada com cautela por Toshiko, que se opõe à ideia de que sua mãe possa se casar com ele. Para reduzir as dificuldades financeiras dos Fukuhara, já que eles não têm crianças depois de perderem o filho na guerra, o irmão de Ryosaku e sua esposa adotam Chako, uma menina. Kimura finalmente deixa o negócio de Masako para abrir sua própria lavanderia em Chiba, e Toshiko e o jovem padeiro Shinjirō pensam em se casar um dia. Observando sua mãe brincar com seu priminho Tetsu, Toshiko se pergunta se ela está feliz, desejando que ela tenha uma vida longa.

## Elenco
- Kinuyo Tanaka como Masako Fukuhara
- Kyōko Kagawa como Toshiko Fukuhara
- Eiji Okada como Shinjiro
- Daisuke Katō como Kimura
- Masao Mishima como Ryosaku Fukuhara
- Chieko Nakabe como Noriko, irmã de Masako
- Eiko Miyoshi como mãe de Ryosaku
- Chieko Nakakita como Noriko

## Recepção
Donald Richie, crítico americano de cinema, chamou Okaasan de um dos melhores filmes de Naruse, mas também incomum vindo do diretor, já que os protagonistas de Naruse geralmente escapam das tragédias que ele impõe ao longo do filme. A biógrafa de Naruse, Catherine Russell, notou um maior grau de sentimentalismo neste filme em comparação com outras obras do diretor desse mesmo período.
Okaasan foi exibido em Paris em 1954 e recebeu a atenção de críticos franceses, como André Bazin e de escritores dos Cahiers du cinéma.

## Legado
Okaasan foi exibido no Museu de Arte Moderna em 1985 e no Harvard Film Archive em 2005 como parte de suas retrospectivas sobre as produções de Mikio Naruse.

## Prêmios
- Blue Ribbon Awards de Melhor Diretor (Mikio Naruse) e Melhor Ator Coadjuvante (Daisuke Katō)[9]
- Mainichi Film Awards de Melhor Trilha Sonora (Ichirō Saitō), Melhor Ator Coadjuvante (Daisuke Katō) e Melhor Atriz Coadjuvante (Chieko Nakakita)[10]